# فینال جام حذفی فوتبال ایتالیا ۲۰۲۴
فینال جام حذفی فوتبال ایتالیا ۲۰۲۳ هفتاد و هفتمین فصل از رقابت‌های کوپا ایتالیا بود. این بازی تاریخ در ۱۵ مهٔ ۲۰۲۴ بین آتالانتا و یوونتوس در ورزشگاه المپیک رم برگزار شد.که در نهایت باشگاه فوتبال یوونتوس بود که برای پانزدهمین بار قهرمان کوپا ایتالیا شد.

## پس‌زمینه
آتالانتا پیش از این در پنج فینال کوپا ایتالیا بازی کرده بود و یک بار قهرمان شده بود. آخرین حضور آنها در فینال در سال ۲۰۲۱، شکست ۲–۱ مقابل یوونتوس بود. تنها برد آنها در سال ۱۹۶۳ بود، پیروزی ۳–۱ مقابل تورینو، که آخرین قهرمانی آنها نیز بود. یوونتوس در ۱۴ بازی از ۲۱ بازی خود در فینال جام حذفی پیروز شده بود. آخرین حضور آنها باخت ۴–۲ در وقت اضافه مقابل اینتر میلان در سال ۲۰۲۲ بود. این دو تیم آخرین بار در فینال کوپا ایتالیا در سال ۲۰۲۱ به مصاف هم رفته بودند که یوونتوس با نتیجه ۲–۱ پیروز شد. این آخرین برد یوونتوس در جام حذفی نیز بود.

## راه رسیدن به فینال
توجه: در تمام نتایج زیر، امتیاز فینالیست ابتدا داده می‌شود (H: خانه؛ A: خارج از خانه).
| آتالانتا  | آتالانتا                    | دور                  | یوونتوس    | یوونتوس                     |
| --------- | --------------------------- | -------------------- | ---------- | --------------------------- |
| حریف      | نتیجه                       | کوپا ایتالیا ۲۴–۲۰۲۳ | حریف       | نتیجه                       |
| ساسولو    | ۳–۱                         | دور ۱۶               | سالرنیتانا | ۶–۱                         |
| میلان     | ۲–۱                         | یک چهارم نهایی       | فروزینون   | ۴–۰                         |
| فیورنتینا | 0-1 (A)، 4-1 (H) (4-2 agg.) | نیمه نهایی           | لاتزیو     | 2-0 (H)، 1-2 (A) (3-2 agg.) |

## بازی

### خلاصه
بازی در حضور ۶۶٬۸۵۴ نفر آغاز شد. در دقیقه چهارم، آندره آ کامبیاسو یک توپ بلند را برای دوشان ولاهوویچ ارسال کرد که او به درون محوطه جریمه دوید و از اطراف نقطه پنالتی مارکو کارنسکی را به ثمر رساند. در دقیقه ۸، هانس نیکولوسی کاویگلیا یک کرنر را به داخل محوطه جریمه فرستاد که وستون مک کنی با ضربه سر به فدریکو گاتی فرستاد که او از بالای تیر افقی دروازه به بیرون رفت. در دقیقه هفدهم، ایساک هین به دلیل سرنگونی فدریکو کیزا کارت زرد گرفت. در دقیقه چهل و پنجم، ماریو پاشالیچ یک توپ را از داخل محوطه جریمه و از روی یک ضربه کرنر ارسال کرد که قبل از اینکه گاتی ضربه را دفع کند، در مسیر به مک کنی برخورد کرد.
در نیمه دوم، چارلز دی کتلایر به جای ال بلال توره از زمین خارج شد. در دقیقه پنجاه و پنجم، ولاهوویچ یک حرکت واضح به سمت دروازه داشت اما توسط هین روی خط دروازه به زمین رفت. پنالتی توسط داور اعلام نشد اما پس از مخالفت ولاهوویچ کارت زرد گرفت. در دقیقه پنجاه و نهم، آتالانتا سه بازیکن فرعی انجام داد و هانس هاتبوئر، جورجیو اسکالوینی و الکسی میرانچوک را به جای هین، ماریو پاشالیچ و داویده زاپاکوستا به میدان فرستاد. سه دقیقه بعد، یوونتوس فابیو میرتی را به جای نیکولوسی کاویگلیا وارد زمین کرد. مدت کوتاهی بعد، آنها برای کیه‌زا یک نفر فرعی ساختند و استعدادهای جوان کنان یلدیز را به خدمت گرفتند. در دقیقه هفتاد و دوم، کامبیاسو یک سانتر از بیرون محوطه برای ولاهوویچ ارسال کرد و او با ضربه سر او را به گل رساند. با این حال، پس از بررسی وی‌ای‌آر، ولاهوویچ به عنوان آفساید شناخته شد. پس از شش دقیقه وقت مصدومیت و کارت قرمزی که به مربی ماسیمیلیانو آلگری نشان داده شد، بازی به پایان رسید و یوونتوس رکورد خود را با افزایش پانزدهمین کوپا ایتالیا به دست آورد.